# 戶部 (部首)
戶部為漢字索引中的部首之一，康熙字典214個部首中的第六十三個（四劃的則為第三個）。在傳統漢字與中文簡化字中，其都被歸為部首四劃。中文草體與中國大陸現在所使用的簡化字中，常被寫作户；香港和澳門則兩者皆有使用。日語漢字則寫作。戶部通常是從上方或左方為部。

## 部首單字解釋
1. 單扇的門。見說文。
2. 住家；戶政管理的單位，即人家。
3. 姓。見萬姓統譜·七八。
4. 出入口的總稱。
5. 帳冊登載的單位。
6. 酒量。
7. 動詞：阻止。

## 字形

甲骨文
金文
大篆
小篆

## 名稱
- 漢語：部、部（拼音：hùbù　注音：ㄏㄨˋ ㄅㄨˋ）
- 日語：
- 朝鲜語：

## 字例
| 除部首外之筆劃 | 字例 -{        |
| -------------- | -------------- |
| 0              | 戶户戸         |
| 1              | 戹             |
| 3              | 㦾戺戻戼       |
| 4              | 𢨵㦿㧀戽戾房所 |
| 5              | 㧁㧂扁扂扃     |
| 6              | 𢩊𢩉扄扅扆扇   |
| 7              | 扈             |
| 8              | 扊扉           |
| 10             | 𢩛             |
| 11             | 𢩜             |
| 19             | 𢩣𢩤 }-        |